# André Hauriou
André Hauriou (23 de julho de 1897, Toulouse, França - 20 de setembro de 1973, Toulouse) foi um advogado e político francês mais conhecido por ter sido Conselheiro da República e Senador da França pela Haute-Garonne. Era filho de Maurice Hauriou, um dos pais fundadores do direito público francês.

## Educação
Filho do reitor Maurice Hauriou, André Hauriou concluiu seus estudos em Toulouse, formando-se em direito pela Faculdade de Direito da Universidade de Toulouse. Após obter seu doutorado em 1921, tornou-se professor de direito em sua Alma Mater em 1922. Especializou-se em direito administrativo e constitucional em 1925 e em 1933, respectivamente.

## Resistência Francesa
Foi apenas durante sua estadia na Argélia que interrompeu seus estudos: André Hauriou foi efetivamente um dos primeiros resistentes da região de Toulouse. Integrou, com Henri Fresnay, o grupo de resistência eventualmente conhecido como “Combat”, onde foi o responsável por sua região. Ativamente perseguido pela polícia Alemã, deixou a França clandestinamente no dia 14 de outubro de 1943, para se unir ao general de Gaulle na Argélia, polo da resistência francesa. Apontado pelo movimento “Combat” como delegado à Assembleia Consultiva Provisória de Alger, na qual se tornaria Vice-Presidente, trouxe aos seus colegas seus vastos conhecimentos em direito constitucional. Membro do comitê diretor do Movimento de Liberação Nacional, Presidiu, desde seu retorno à França, a Assembléia Consultiva Provisória. Relator da comissão de assuntos estrangeiros, se encontrava nos grandes debates da época, onde era considerado o porta-voz da resistência.

## Carreira política
Autor do livro “O Socialismo Humanista”, escreveu também, durante as eleições legislativas de 1945 em Haute-Garonne, uma lista intitulada “Lista de ações republicanas e socialistas da renascença Francesa”, mas não conseguiu votos o suficiente para ser eleito. 
Em 1946, André Hauriou aderiu ao partido Seção Francesa do Internacional Operário (SFIO), e foi designado como candidato às eleições para o Conselho da República. Foi eleito no dia 8 de dezembro de 1946 e re-eleito no dia 7 de novembro de 1948. Desde sua chegada ao Palácio do Luxemburgo, este eminente jurista foi nomeado membro da Comissão de Justiça e da Legislação Civil, Criminal, e Comercial, e da Comissão de Imprensa, de Rádio, e do Cinema. 
Em 1947, ele foi designado relator de um projeto de lei que suspenderia as autorizações prévias de estabelecer um jornal ou periódico escrito, e em março do mesmo ano relator de uma proposta de lei relativa ao correios de imprensa. Ele também interveio, em sua qualidade de relator da Comissão de Justiça, na discussão por um projeto de lei de modificação da legislação econômica.

## Como jurista
Exerceu sua ciência jurídica entre os domínios legislativos mais variados: a regulação do Conselho da República, a organização do Tribunal de Cassação, a organização dos Juízes de Paz  (Justice de Paix), a Alta Corte de justiça, e a regulamentação de alojamentos públicos. 
Em abril de 1948, ao examinar o projeto de lei relativa à reorganização econômica e financeira, ele defende a exclusão de organizações judiciárias do seu campo de aplicação. Em janeiro de 1950, interveio na discussão do projeto de lei relativa à convenções coletivas e conflitos de trabalho. 
Em maio de 1952, foi designado como relator do projeto de lei de renovação dos membros da Assembleia da União Francesa, e em 1954, tomou parte na discussão sobre a revisão da Constituição.
Em junho de 1955 ele decide não solicitar a renovação de seu mandato de senador. Foi membro do Conselho Superior da Magistratura de 1947 a 1953, e em 1954 foi nomeado professor na Faculdade de Direito de Paris, onde daria aulas até sua aposentadoria em 1970.
A partir de 1959, André Hauriou foi vice-presidente da Liga dos Direitos do Homem. Foi agraciado com a Cruz de Guerra (Croix de Guerre) por sua participação na Primeira Guerra Mundial e a Medalha da Resistência (Medaille de la Résistance) por seu importante papel político durante a Segunda Guerra Mundial. Em 1946 foi nomeado cavaleiro da Legião de Honra (Légion d’honneur), onde foi posteriormente promovido a comandante. 
Morreu em Toulouse, no dia 20 de Setembro de 1973.